# 体府洞
体府洞（チェブどう、チェブドン）は、ソウル特別市鐘路区にある法定洞である。行政洞の社稷洞の管轄。北には通仁洞、東には通義洞、南には内資洞、西には弼雲洞・楼下洞と接している。

## 洞名の由来
体府という地名は、体察使府または体府庁があったことに由来する。

## 歴史
朝鮮時代初期に漢城府北部順化坊、1751年（英祖27年）に漢城府北部順化坊司宰監契に属した。1894年（高宗31年）の甲午改革で漢城府北署順化坊下牌契九曲洞・体府洞・楼閣洞などに該当する地域だった。
1914年の行政区域統廃合によって、漢城府北署順化坊下牌契九曲洞・体府洞と楼閣洞の一部が統合されて体府洞になった。1936年4月、洞名が日本式地名に変更されたことによって、体府町となっており、1943年4月、区制の実施により、鐘路区体府町になった。1946年、大日本帝国の残滓の清算の一環で、町が洞に変わるとき、体府洞になった。

## 名所
九曲洞、楼閣洞などの自然村と、橋である禁川橋があった。九曲という名称は、村が九曲がりもつづらおりの場所にあるということに由来し、禁川橋は高麗時代忠粛王の時に架設された積善洞、通義洞、内資洞などに通じる十字路にいた石橋であったが、道路工事で埋没された。
文化財には、体府洞洪鐘文家(ソウル民俗資料29)がある。